# Maurice Richard (cyclisme)
Pour les articles homonymes, voir Richard et Maurice Richard (homonymie).

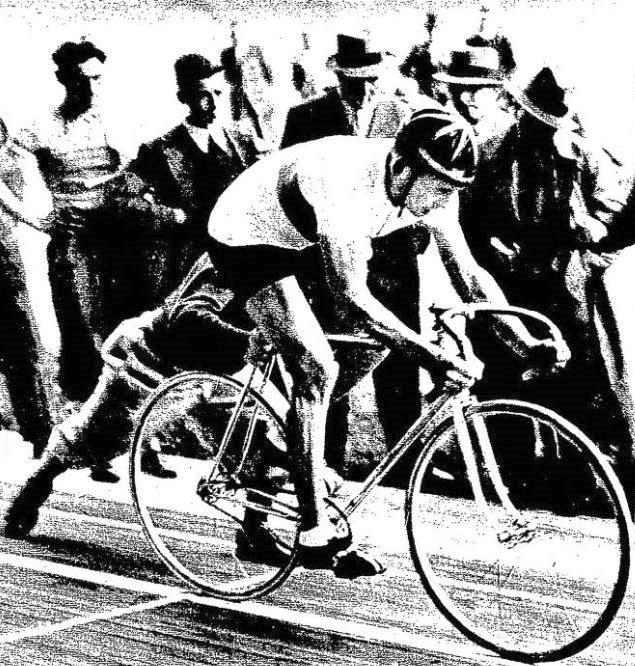
Maurice Richard recordman du monde de l'heure à Milan en octobre 1936.

Maurice Richard (né le 23 juillet 1910 à Paris et mort le 11 août 1998 à Montbolo) est un cycliste français double recordman du monde de l'heure en 1933 et 1936, recordman du monde des 60 kilomètres et des 70 kilomètres en 1938.

## Biographie
Il est grand — 1,79 m — il est mince — il ne pèse que 70 kg — il est frisé, souriant et timide. C'est un champion de la modestie. Il est né à Paris, dans le quatrième arrondissement, de parents nancéiens. Il est marié à vingt-trois ans. Il est électricien. Avant de partir au régiment, Richard faisait partie d'un club qui s'appelait le « groupe file vite ». On ne pouvait mieux choisir. Il commence le vélo sur piste à 16 ans. 
En 1933, il bat le record de l'heure cycliste en parcourant 44,777 km sur le vélodrome Belge à Saint-Trond. Le directeur du vélodrome de Saint-Trond, où Gérard Loncke venait de battre récemment le record belge de l'heure sans entraîneur avec 43,684 kilomètres, avait décidé d'offrir une prime de 5 000 francs au coureur qui battrait le record mondial d'Oscar Egg, sur sa piste, avant le 31 août. Il fallait battre ce vieux record de près de vingt ans. Le record est battu le 25 août par Jan van Hout, mais il ne tiendra pas quatre jours, Maurice battant le record le 29 août.
En 1935, l'Italien Giuseppe Olmo reprend ce record de l'heure cycliste avec 45,090 km, mais Maurice Richard bat de nouveau le record de l'heure cycliste en 1936 en parcourant 45,398 kilomètres
À comparer avec les performances de Fausto Coppi en 1942 avec 45,848 km ou de Jacques Anquetil en 1956 avec 46,159 km , qui battirent également ce record de l'heure cycliste, sur le même vélodrome de Milan.
Maurice Richard fut également détenteur du record du monde des 50 km en battant, en 1936, pendant ses vacances à Arcachon, le record du monde d'Alfredo Binda.
Le 17 octobre 1937, il bat le record de l'heure en tandem départ arrêté en 49.036 km avec Michel Pecqueux au Vigorelli.
En août 1938, Maurice Richard tente le record du monde des 100 kilomètres sur la piste du nouveau vélodrome de la Croix-de-Berny. Record qui appartient à l'italien Andrea Piubello en 2 h 29 min 15 s . Il s'arrête après 72 kilomètres à la suite d'une crevaison et d'un mauvais réglage de chaîne. Pendant cette tentative, il bat deux records du monde, celui des 60 kilomètres, qui appartenait à Ducazeaux, et celui des 70 kilomètres qui appartenait à Alcide Rousseau, depuis 1922.
En 2015, le record de l'heure cycliste appartient à un coureur cycliste britannique Bradley Wiggins avec 54,526 km.